# THE CODE/暗号
『THE CODE/暗号』（ザ・コード あんごう）は、2009年5月9日に公開された日本映画。配給は日活。
キャッチコピーは、「それは、哀しき真実を解く暗号（コード）」。

## 概要
- 映画監督林海象企画・原作の探偵映画シリーズ「探偵事務所5」の劇場版第2弾。
- 当初、2008年秋の公開予定で調節されており、タイトルも「コードブレイカー507 上海円舞曲（ワルツ）」とアナウンスされていた。しかし、公開は2009年初夏に変更。タイトルも現在のものに変更された。
- 探偵役で出演していた加勢大周が大麻所持の疑いで警察に書類送検されたため、永久追放すると発表されたが[1]、本作からはカットされておらず、エンドロールにも出演者としてクレジットされている。
- 劇中では稲森いずみが中国語で劇中曲を歌っている。サウンドトラックにも稲森の歌声が収録される予定。
- 2007年の9月に、稲森いずみと尾上菊之助が上海ロケをオールアップさせた。
- 稲森いずみ、佐野史郎、原田喧太は、1997年のCAT'S EYEでも共演し、監督・林海象ともタッグを組んでいる。
- 第21回「東京国際映画祭」「日本の映画・ある視点部門」ノミネート
- 第8回光州国際映画祭オープニング上映
- 2009年9月4日に台湾で「人體密碼」というタイトルで公開された。また、それに先駆けて8月31日にプレミア試写会が行なわれた。[2]

## ストーリー
“探偵事務所5”のある川崎市で爆破テロ事件が相次ぎ、犯人グループは政治犯の釈放を要求する。市長は発見された爆弾の解除を、探偵501（佐野史郎）に依頼する。情報科学研究室の部長・探偵507（尾上菊之助）は、宍戸会長（宍戸錠）の孫娘・瞳（貫地谷しほり）に数学を教える傍らで、次々と爆弾コードの解読をこなしていき、犯人グループも逮捕される。507は上海支部から、暗号の解読を依頼される。見たことのない配列の暗号が写った写真を見た507は、上海へ向かう。上海には、万年平探偵の探偵523（斎藤洋介）と宍戸会長が待っていた。507のバックアップを名目に上海にやってきた会長だったが、他の理由も隠されていた。507は情報屋（松岡俊介）の協力を得て、依頼人の美蘭（稲森いずみ）が歌っているクラブに向かう。美蘭は、上海最大の地下マフィア“青龍コンス”のボスの女で、関わる者は死ぬと噂されていた。507は、クラブを出た美蘭を追跡し、彼女の部屋に忍び込む。美蘭は507に、暗号の謎から自分を解放してほしいと告げ、背中に彫られた暗号を見せる。美蘭にとってこの暗号は、幼いころに生き別れた父の手がかりでもあった。507は解読を始めるが、護衛に気づかれ、部屋を抜け出す。しかし逃亡の途中で、青龍の一味に追い詰められる。窮地に陥った507を、謎の男が助け出す。男は、暗号のことを忘れないと死ぬと警告して去っていく。青龍は、美蘭の暗号が旧日本陸軍の軍資金の在り処を示すと確信していた。507は美蘭を青龍の元から救い出し、暗号の解読を進める。次第に、美蘭も507に心を開いていく。507は財宝が村外れの洞窟にあると分かるが、青龍も2人を追い詰めていた。すると、謎の男が再び現れる。

## 出演者／人物紹介
- 探偵507：尾上菊之助

頭脳明晰な暗号解読の天才。若くして探偵事務所５の幹部を務める。情報科学研究室の部長でもある。
暗号解読の天才であるが、探偵としての技能は未熟である。
宍戸瞳に数学を教えている。
上海支部から送られてきた暗号の写真に魅せられ、暗号を解読するため上海へ向かう。
- 美蘭（メイラン）：稲森いずみ

上海の美しい歌姫。
背中一面に暗号の刺青を入れられており、探偵事務所５上海支部へ暗号の解読を依頼した。
上海最大の地下マフィア「青龍コンス」のボスの女でもある。
- 椎名：松方弘樹

- 会長（探偵500）：宍戸錠

探偵事務所5の設立者。探偵507のバックアップとして上海を訪れる。
- 探偵523：斎藤洋介

上海支部所属の探偵。
- 情報屋：松岡俊介
- 小龍：テイ龍進

青龍コンスのボスの息子。
- 宍戸瞳：貫地谷しほり

探偵事務所会長の孫娘。
- 李：廉叔良
- 揚警部：方舟波

- 探偵501：佐野史郎
- 探偵508：中沢青六
- 探偵511：柏原収史
- 探偵517：上原歩
- 探偵520：津田寛治
- 探偵522：宮迫博之
- 探偵529：加勢大周
- 探偵532：夏生ゆうな
- 探偵542：鈴木リョウジ
- 探偵555：虎牙光揮
- 探偵558：金井良信
- 探偵569：原田喧太
- 探偵575：吹越満
- 探偵576：佐伯新
- 探偵577：坂井真紀
- 探偵590：窪塚俊介
- 探偵591：成宮寛貴
- 椿：櫛山晃美
- 新人探偵：福満大樹
- 暗号解読部員：鰐淵晴子、桃生亜希子、汐見ゆかり、小川洋夫、奥山潔、金子功、室千草

- 映画館の女：岡田麻央
- 爆弾を括りつけられた女性市民：秋山奈々
- 学者：波多江清
- 場末のバー・バーテン：小松拓也
- 若き日の吉岡：木村貴史
- 宍戸（少年時代）：荻原真治
- 美蘭（少女時代）：山内亜美
- 川崎市長：阿部孝夫

## スタッフ
- 製作：大和田廣樹
- プロデューサー：湊谷恭史、森重晃、田村淳、久山あゆみ、宍戸錠
- 監督、脚本：林海象
- 脚本：徳永富彦、久万真路
- 音楽：めいなCo.
- 撮影：柴主高秀
- 照明：蒔苗友一郎
- 美術：愛甲悦子
- 録音：石貝洋
- 編集：今井剛
- 監督補：久万真路

## プロモーション
- 映画「THE CODE／暗号」プロモーションアイデアコンテスト
  - 大学生を対象に、プロモーションプランを競うコンテストが開催された。[3]